# Allianz Zentrum für Technik

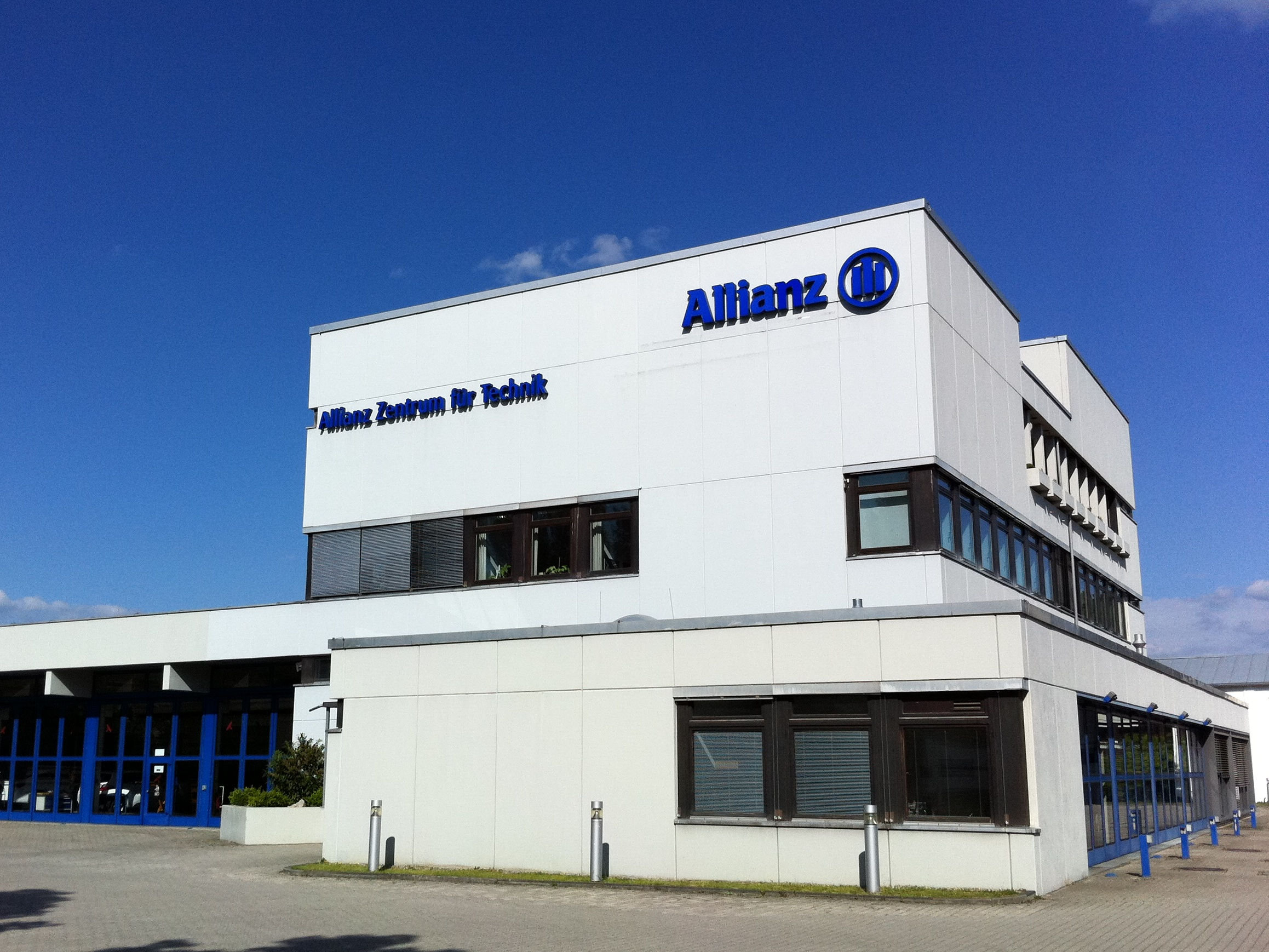
Gebäude der Allianz

Das Allianz Zentrum für Technik (AZT) ist das ingenieurtechnische Prüflabor-Zentrum der Versicherungswirtschaft zur Ursachenanalyse und Kosten-Kalkulation von technischen Defekten einschließlich hauseigenem Museum in Ismaning bei München.

## Geschichte
Das AZT ist ein Tochterunternehmen der Allianz Versicherungs-AG. Es macht aber mehr als die Hälfte des Umsatzes mit Auftragsforschung für andere Unternehmen aus der Versicherungsbranche.

### Gründung
Genau genommen begann die Geschichte des AZT in dem Moment, als die neu eingestellten Techniker des 1925 aufgebauten Ingenieurbüros der Generaldirektion der Allianz in Berlin ein Mikroskop anschaffen ließen. Das war in den späten 1920er Jahren. Die Schadenexperten nutzten damals das Gerät ebenso wie die gleichzeitig erworbenen Apparate zum Schleifen, Polieren und Ätzen, um Metallbauteile von Maschinen zu untersuchen.

### Der Bereich Industrietechnik
1932 richtete die Allianz in Berlin eine eigene Materialprüfstelle ein – weltweit das erste Institut, das sich ausschließlich mit Schadenforschung beschäftigt. Ob kaputte Dampfkessel, Turbinen, Dieselmotoren, Baumaschinen oder umgestürzte Krane – alles wird seither untersucht und dokumentiert. Die Arbeit der Prüfstelle hat durchschlagenden Erfolg: Viele technische Schäden in Industrie und Gewerbe lassen sich präventiv vermeiden.

### Das Allianz Zentrum für Technik seit 1969
1969 entschloss sich die Allianz, die Organisation der Werkstoffuntersuchung neu zu ordnen und führte sie in eine neue Tochtergesellschaft über: die „Allianz Zentrum für Technik GmbH“. Die Allianz verknüpfte damit ein ambitioniertes Ausbauprogramm. Das neue Zentrum sollte:
- sämtliche Tätigkeiten der Allianz in den Bereichen Schadenforschung und Schadenverhütung koordinieren,
- alle technischen Dienste unter einem Dach bündeln und
- seine Untersuchungen auf andere Bereiche der Sachversicherung ausdehnen.[2]

### Der Geschäftsbereich Kraftfahrzeugtechnik
Im Jahr 1971 erweiterte Max Danner das Institut um den Geschäftsbereich Kraftfahrzeugtechnik. Seit 2007 firmiert der Geschäftsbereich als eigenständige GmbH unter dem Namen AZT Automotive GmbH.
Als Forschungsinstitut der Allianz Deutschland AG untersucht die AZT Automotive GmbH Fragestellungen aus den Bereichen Kraftfahrzeugtechnik und Straßenverkehrssicherheit.
Die Forschungsschwerpunkte sind Reparaturtechnik, technische Sicherheit und Unfallforschung. Die AZT Automotive GmbH kooperiert in diesen Feldern international mit anderen versicherungsnahen Instituten (www.rcar.org).

### Das AZT als Risiko-Management-Partner
2008 kam es zur Umstrukturierung und Neuaufstellung der AZT Risk & Technologie GmbH als Teil der Allianz Global & Corporate Specialty AG (AGCS, München), im Allianz Risk Consultants Netzwerk.
Seitdem betreibt die GWP Gesellschaft für Werkstoffprüfung mbH in Zorneding bei München die Werkstätten und Laboratorien der AZT Risk & Technology GmbH („GWP-AZT Kooperationslabor“). Das Prüflabor testet und analysiert Werkstoffe, Oberflächen, Katalysatoren und Gase und wertet Materialschäden aus. Neben Schadensanalysen und Entwicklungsbegleitungen bietet die GWP auch Labor-Services an.

## Hauseigenes Museum
Im Foyer des Hauptgebäudes und in den Fluren und Treppenhäusern befindet sich ein „Museum der Missgeschicke“. Gezeigt werden von dem in Kunstharz gegossenen Nagetier bis zum Trümmerteil einer Explosion in einer Industrieanlage die kleinen Ursachen großer Auswirkungen. Beispielsweise illustriert ein verkohlter Rollstuhl die potenziellen Konsequenzen einer gelockerten Batterieklemme. Mikroskop-Aufnahmen zeigen stark vergrößert Risse und Brüche in Metall-Bauteilen.
Nach der Auflösung des Geschäftssitzes der AZT in Ismaning im Jahr 2008 wurde ein Teil der Exponate des Schadensstücke-Museums auf dem Gelände der GWP Gesellschaft für Werkstoffprüfung mbH in Zorneding bei München aufgestellt.

## Besondere Erfolge
Die im Langzeitversuch entstandene Schwingungsdiagnostik für Kraftwerksturbinen ermöglicht, 19 verschiedene Probleme anhand der auftretenden charakteristischen Vibrationen zu diagnostizieren, ohne dass das Bauteil demontiert werden muss.